# William Lloyd (évêque de Worcester)
William Lloyd est un prélat anglais, né à Tilehurst, (comté de Berks) en 1627, mort à Hartlebury en 1717.

## Carrière
Il obtint successivement des bénéfices à Saint-Paul de Londres et à Salisbury, puis l’archidiaconat de Merioneth et, en 1676, le siège épiscopal d’Exeter. 
Nommé, en 1680, évêque de Saint-Asaph, il fut emprisonné quelques années après pour avoir résisté à l’ordre du roi qui enjoignait de distribuer à toutes les églises la déclaration relative à la liberté de conscience. Plus tard, il devint grand aumônier du roi Guillaume. Enfin, en 1699, il passa du siège de Lichfield et Coventry à celui de Worcester. 

## Œuvres
On a de lui : Considérations sur les véritables moyens de détruire le papisme dans ce royaume (1677) ; Histoire du gouvernement de l’Église, tel qu’il existait dans la Grande-Bretagne et l’Irlande au moment où la religion chrétienne y fut introduite (Londres, 1634, in-8°); Abrégé chronologique de la vie de Pythagore (Londres, 1699, in-8°) ; Recherches sur divers points d’histoire et de chronologie; Series chronologica Olympiadum, Isthmiadum, Nemeadum (Oxford, 1700, in-fol.), ouvrage publié par ses fils.

## Source
« William Lloyd (évêque de Worcester) », dans Pierre Larousse, Grand dictionnaire universel du XIXe siècle, Paris, Administration du grand dictionnaire universel, 15 vol., 1863-1890 [détail des éditions].